# SN 2002dp
SN 2002dp – supernowa typu Ia odkryta 18 czerwca 2002 roku w galaktyce NGC 7678. W momencie odkrycia miała maksymalną jasność 15,10m.